# Sous-secrétaire d'État
 (novembre 2020).
Le titre de sous-secrétaire d'État est employé en Italie, aux États-Unis et au Royaume-Uni, et l'a été également en France, pour désigner certaines fonctions gouvernementales. 

## États-Unis
Le « sous-secrétaire d'État » s'appelle en fait le « secrétaire d'État adjoint » (Deputy Secretary of State) depuis 1972. C'est le deuxième plus haut personnage du département d'État, après le secrétaire d'État lui-même.
Le poste correspondant s'est appelé Chief Clerk jusqu'en 1853, puis Assistant Secretary of States jusqu'en 1913, puis Under secretary of States jusqu'en 1972, pour s'appeler donc maintenant Deputy Secretary of States.

## France
La fonction de sous-secrétaire d'État a été créée en France pendant les Cent-Jours avec les deux premiers sous-secrétaires d'État nommés aux Affaires étrangères dans le gouvernement des Cent-Jours. L'institution est généralisée par l'ordonnance du 9 mai 1816 qui prévoit qu'un sous-secrétaire d'État (éventuellement plusieurs) pourra être adjoint si nécessaire à un ministre, chaque ministre ayant le titre de ministre secrétaire d'État (p. ex. ministre secrétaire d'État à l'Intérieur). La mission du sous-secrétaire d'État porte alors sur l'ensemble de l'administration du ministère, par délégation du ministre. 
Sauf le Second Empire, les régimes suivants, jusqu'à la Quatrième République incluse, conservent le principe des sous-secrétaires d'État, mais il n'y en a pas dans tous les gouvernements, et leur nombre peut varier considérablement d'un gouvernement à l'autre. 

### Cent-Jours
Pendant les Cent-Jours, Napoléon Ier crée les premiers sous-secrétaires d'État : par décret du 24 mars 1815, il en nomme deux — Édouard Bignon et Louis-Guillaume Otto — auprès d'Armand de Caulaincourt,.

### Seconde Restauration
Sous la Seconde Restauration, Louis XVIII, par une ordonnance du 9 mai 1816, crée l'institution des sous-secrétaires d'État.

### Monarchie de Juillet
Sous la monarchie de Juillet, Louis-Philippe Ier maintient les sous-secrétaires d'État. Alors que, sous la Seconde Restauration, leur rôle était surtout administratif, il devient politique. 
Le nombre des sous-secrétaires d'État reste faible : ils sont au plus trois, sous le gouvernement Soult (3), pour neuf ministres ; deux sous le gouvernement Lafitte, le gouvernement Adolphe Thiers (2) et le gouvernement François-Pierre Guizot ; un seul sous les gouvernements Broglie, Molé (1), Molé (2), Soult (2). Les autres gouvernements s'en passent, et il n'y a pas eu de sous-secrétaire d'État de mars 1831 à mars 1835.

### IIeRépublique
Sous la Deuxième République, la Constituante, par un décret du 14 juin 1848 confirmé par une loi du 15 mars 1849, interdit de prendre les sous-secrétaires d'État parmi les représentants, c'est-à-dire parmi ses membres puis ceux de l'Assemblée nationale législative. Ainsi privés de leur utilité, les secrétaires d'État disparaissent assez rapidement.

### IIdEmpire
Sous le Second Empire, Napoléon III s'abstient de rétablir les sous-secrétaires d'État.

### IIIeRépublique
Sous la Troisième République, les premiers sous-secrétaires d'État apparaissent en novembre 1873, sous le gouvernement De Broglie. Les lois constitutionnelles des 24, 25 février et 16 juillet 1875 les ignorent. Mais la Constituante en admet l'existence par la loi organique du 30 novembre 1875, sur l'élection des députés.
Les sous-secrétaires d'États sont plus nombreux, étant présents dans la plupart des gouvernements, et souvent en grand nombre. 
À partir de 1893, certains sous-secrétaires d'État se voient confier des responsabilités sur un domaine précis et des sous-secrétariats d'État sont créés autour de ces sujets. 
De 1896 à 1913, hors quelques interruptions, il a existé un sous-secrétariat d'État des Postes et Télégraphes. 
C'est en tant que sous-secrétaires d'État qu'en 1936, trois femmes sont nommées, pour la première fois, membres d'un gouvernement : Cécile Brunschvicg, Irène Joliot-Curie et Suzanne Lacore, respectivement à l'Éducation nationale, à la Recherche et à la Protection de l'enfance,.
Certains champs de l'action ministérielle ont d'abord été confiés à un sous-secrétariat d'État, comme l'enseignement technique (1920) ou, en 1936, la jeunesse et la recherche scientifique.
Du 6 au 16 juin 1940, le général de Gaulle est sous-secrétaire d'État à la Défense nationale et à la Guerre dans le cabinet Paul Reynaud.
Les sous-secrétaires d'État sont nommés par décret du président de la République.
Au contraire des ministres, ils ne sont pas membres de plein droit du conseil des ministres. Mais ils ont presque toujours entrée au conseil de Cabinet. Selon le gouvernement, ils ont entrée au conseil des ministres.
Ils ont entrée dans l'une et l'autre des deux Chambres, alors mêmes qu'ils n'en seraient pas membres. Ils bénéficient de la même priorité de parole que les ministres.
Ils n'ont pas le contreseing des actes du président de la République.
Le traitement des sous-secrétaires d'État n'est pas fixé par une loi permanente. Il l'est, chaque année, par la loi de finances. Avant la Première Guerre mondiale, il varie de 20 000 à 30 000 francs par an. Lorsque le sous-secrétaire d'État est membre du Parlement, le montant non cumulable de son indemnité parlementaire est déduit de ce montant.

### IVeRépublique
Sous la Quatrième République, certains gouvernements ont à la fois des secrétaires d'État et des sous-secrétaires d'État.
C'est en tant que sous-secrétaire d'État qu'en 1946, une femme est nommée, pour la première fois sous la Quatrième République, membres d'un gouvernement : Andrée Viénot, à la Jeunesse et aux Sports,.

### VeRépublique
Sous la Cinquième République, le titre de secrétaire d'État remplace définitivement celui de sous-secrétaire d'État.

## Italie
En Italie, comme en France, un sous-secrétaire d'État (sottosegretario di stato) est chargé d'aider un ministre. La fonction a été créée par la loi du 12 février 1888. 
Ce type de fonction existe toujours mais la bonne traduction moderne est secrétaire d'État, leurs homologues en français.

## Royaume-Uni
Au Royaume-Uni, un sous-secrétaire d'État parlementaire (Parliamentary undersecretary of State) est un député chargé d'aider un secrétaire d'État ou un ministre d'État. 
Il ne participe pas aux réunions du Cabinet. 
Il existe aussi des sous-secrétaires permanents (Permanent undersecretary) qui sont de hauts fonctionnaires.

## Dans la fiction
Dans le monde de Harry Potter, Dolores Ombrage est sous-secrétaire d'État au ministère de la Magie, fonction qu'elle cumule avec celles qu'elle exerce à Poudlard.